# Bitwa pod Ciechanowcem

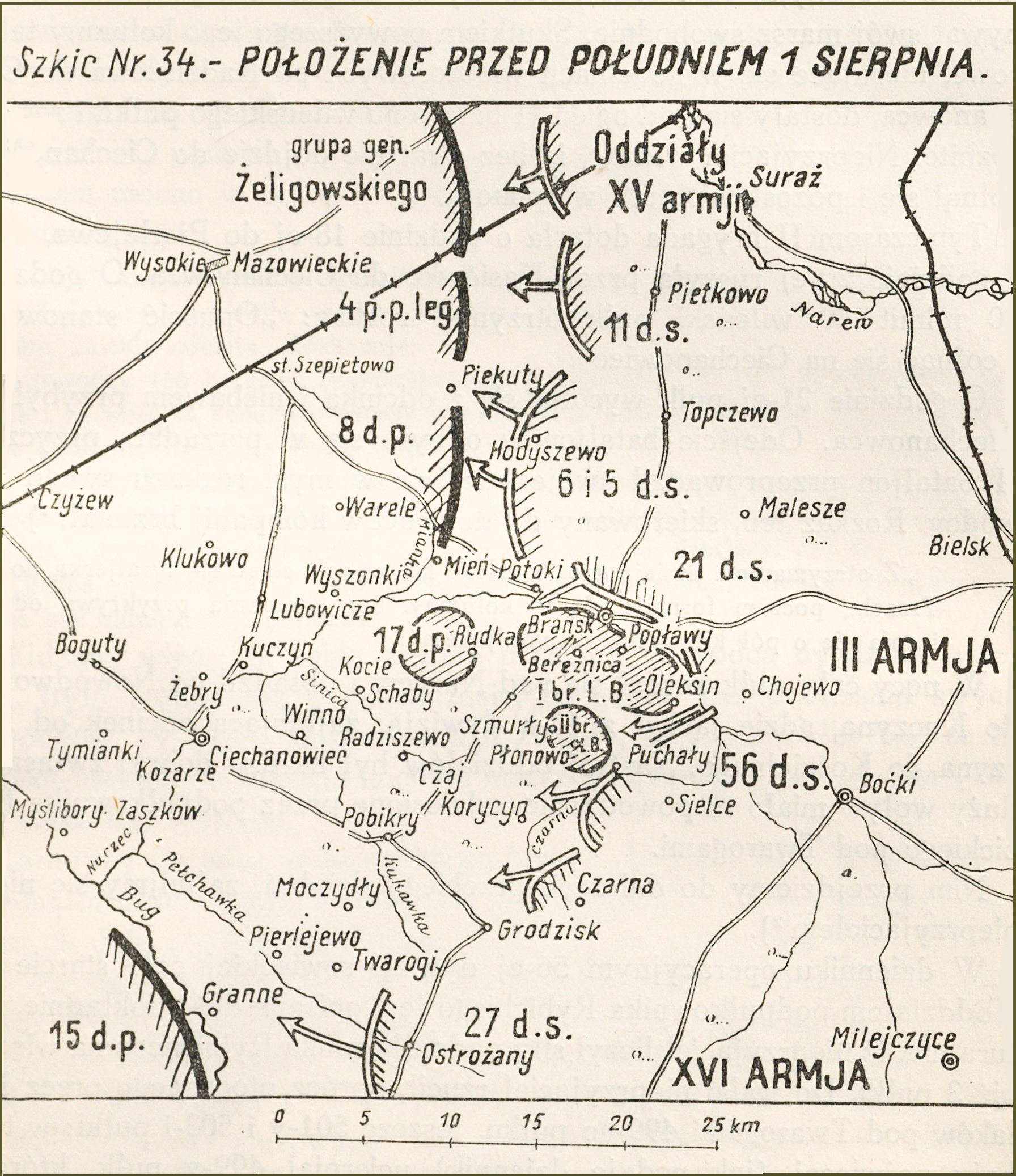
Położenie wojsk 1 sierpnia 1920

Bitwa pod Ciechanowcem – walki polskiej 1 Dywizji Litewsko-Białoruskiej z sowieckimi 56., 21. i 27. Dywizjami Strzelców w czasie II ofensywy Frontu Zachodniego Michaiła Tuchaczewskiego w okresie wojny polsko-bolszewickiej.

## Położenie wojsk przed bitwą
W pierwszej dekadzie lipca przełamany został front polski nad Autą, a wojska Frontu Północno-Wschodniego gen. Stanisława Szeptyckiego cofały się pod naporem ofensywy Michaiła Tuchaczewskiego.
Naczelne Dowództwo Wojska Polskiego nakazało powstrzymanie wojsk sowieckiego Frontu Zachodniego na linii dawnych okopów niemieckich z okresu I wojny światowej.
Sytuacja operacyjna, a szczególnie upadek Wilna i obejście pozycji polskich od północy, wymusiła dalszy odwrót wojsk polskich.
1 Armia gen. Gustawa Zygadłowicza cofała się nad Niemen, a 4 Armia nad Szczarę.
Obrona wojsk polskich na linii Niemna i Szczary również nie spełniła oczekiwań. W walce z przeciwnikiem oddziały polskie poniosły duże straty i zbyt wcześnie zaczęły wycofanie na linię Bugu.
Plan polskiego Naczelnego Dowództwa zakładał, że 1. i 4 Armia oraz Grupa Poleska do 5 sierpnia będą bronić linii Narew – Orlanka oraz Leśna – Brześć, aby umożliwić przygotowanie kontrofensywy z rejonu Brześcia na lewe skrzydło wojsk Frontu Zachodniego Michaiła Tuchaczewskiego. Rozstrzygającą operację na linii Bug, Ostrołęka, Omulew doradzał też gen. Maxime Weygand.
Podczas odwrotu polskiej 1 Armii na linię Bugu, Grupa gen. Jana Rządkowskiego w składzie 1 Dywizja Litewsko-Białoruska, 17 Wielkopolska Dywizja Piechoty i podgrupa płk. Michała Żymierskiego otrzymała zadanie obrony linii rzek Nurzec – Mianka – Tłoczewka.
W tym samym czasie oddziały sowieckich 27. i 56 Dywizji Strzelców, prowadząc pościg równoległy, także sforsowały rzekę i odrzuciły polską 15 Wielkopolską Dywizję Piechoty. Wycofanie się związków taktycznych 4 Armii za Bug groziło oskrzydleniem Grupy gen. Rządkowskiego.
Wobec groźby oskrzydlenia, 1 sierpnia gen. Rządkowski nakazał dalszy odwrót swoich wojsk drogą Olendy – Pobikry na linię Krynki – Grodzisk. Czołowe oddziały sowieckiej 56 Dywizji strzelców wyprzedziły polską dywizję i zajęły wsie Twarogi, Żale i Wypuchy.

## Walki pod Ciechanowcem
31 sierpnia 1920 1 Dywizja Litewsko-Białoruska otrzymała zadanie zorganizować obronę w rejonie Oleksin – Brańsk.
W tym czasie dowódca sowieckiej 3 Armii Władimir Łazarewicz skierował swoją 21 Dywizję Strzelców na Ciechanowiec, a dwie brygady 56 Dywizji Strzelców z Grannego, wzdłuż lewego brzegu Bugu, ku ujściu Nurca do Bugu. Sowieckie zgrupowanie miało zadanie zamknięcia polskich 1 D L-B i 17 wielkopolskiej Dywizji Piechoty w widłach między Nurcem a Bugiem.
W odpowiedzi gen. Jan Rządkowski zarządził odwrót na Ciechanowiec. Pod Wypychami i Twarogami napotkano kolumny sowieckiej 56 Dywizji Strzelców. II Brygada L-B rozbiła w Twarogach sowieckie oddziały blokujące odwrót.
Nocą z 1 na 2 sierpnia dywizja L-B przeszła w Ciechanowcu na zachodni brzeg Nurca. Rano jej II Brygada obsadziła odcinek frontu od ujścia Nurca do Ciechanowca, a dalej po Kuczynę obronę zorganizowała I Brygada. Jej miński pułk bronił przepraw koło Ciechanowca. I batalion wileńskiego ps znajdował się w Nowodworach, II batalion i sztab pułku w Wielkich Żebrach, a III batalion w Kuczynie.
2 sierpnia sowiecka 21 Dywizja Strzelców zaatakowała jednocześnie miński pułk strzelców broniący przeprawy w Ciechanowcu i broniony przez II batalion grodzieńskiego pułku strzelców Zaszkowo.
Grodzieński batalion odparł atak 186 pułku strzelców, ale w drugim natarciu szwadron kawalerii 21 Dywizji Strzelców przeprawił się przez Nurzec w luce między I i II batalionem grodzieńskiego ps i wykonał szarżę na tyły stanowisk polskich. Od czoła ponownie zaatakował 186 ps i zmusił II batalion do odwrotu.
Dowódca II Brygady L-B ppłk Kazimierz Rybicki zorganizował siłami batalionu i kompanii technicznej pułku nowogródzkiego kontratak. Przy wsparciu czterech baterii artylerii, piechota polska do wieczora odzyskała Zaszkowo. Taktyczny sukces niewiele poprawił położenie grupy gen. Rządkowskiego. Sowiecka 168 Brygada Strzelców sforsowała Bug pod Grannem, a 166 BS na pokonała rzekę na wschód od ujścia Nurca i opanowała Białobrzegi. Tym samym zagrożone zostało prawe skrzydło grupy.
W tym też czasie i lewe skrzydło grupy gen. Rządkowskiego zostało odsłonięte. Atakujące polską 8 Dywizję Piechoty sowieckie oddziały z 5., 6. i 11 Dywizji Strzelców zmusiły polskie oddziały do wycofania się na południowy zachód.
Nowy dowódca grupy gen. Aleksander Osiński wydał rozkaz odwrotu za Bug.
Wieczorem 3 sierpnia 1 Dywizja Litewsko-Białoruska przeszła Bug pod Myśliborami i Nurcem. W ariergardzie szedł wileński pułk strzelców. Po zaciętych walkach pod Tymiankami, nad ranem następnego dnia i on przekroczył Bug.

## Bilans walk
Komunikat prasowy Sztabu Generalnego z 3 sierpnia 1920 donosił:

Między Narwią a Bugiem na linji Zambrowa, Jabłonki i Ciechanowca uporczywe walki. Pod Ciechanowcem w brawurowym kontrataku 1-sza dywizja Litewsko-białoruska wzięła 200 jeńców. 8 karabinów maszynowych i tabor jednego z pułków piechoty bolszewickiej.